# 휠체어 달리기

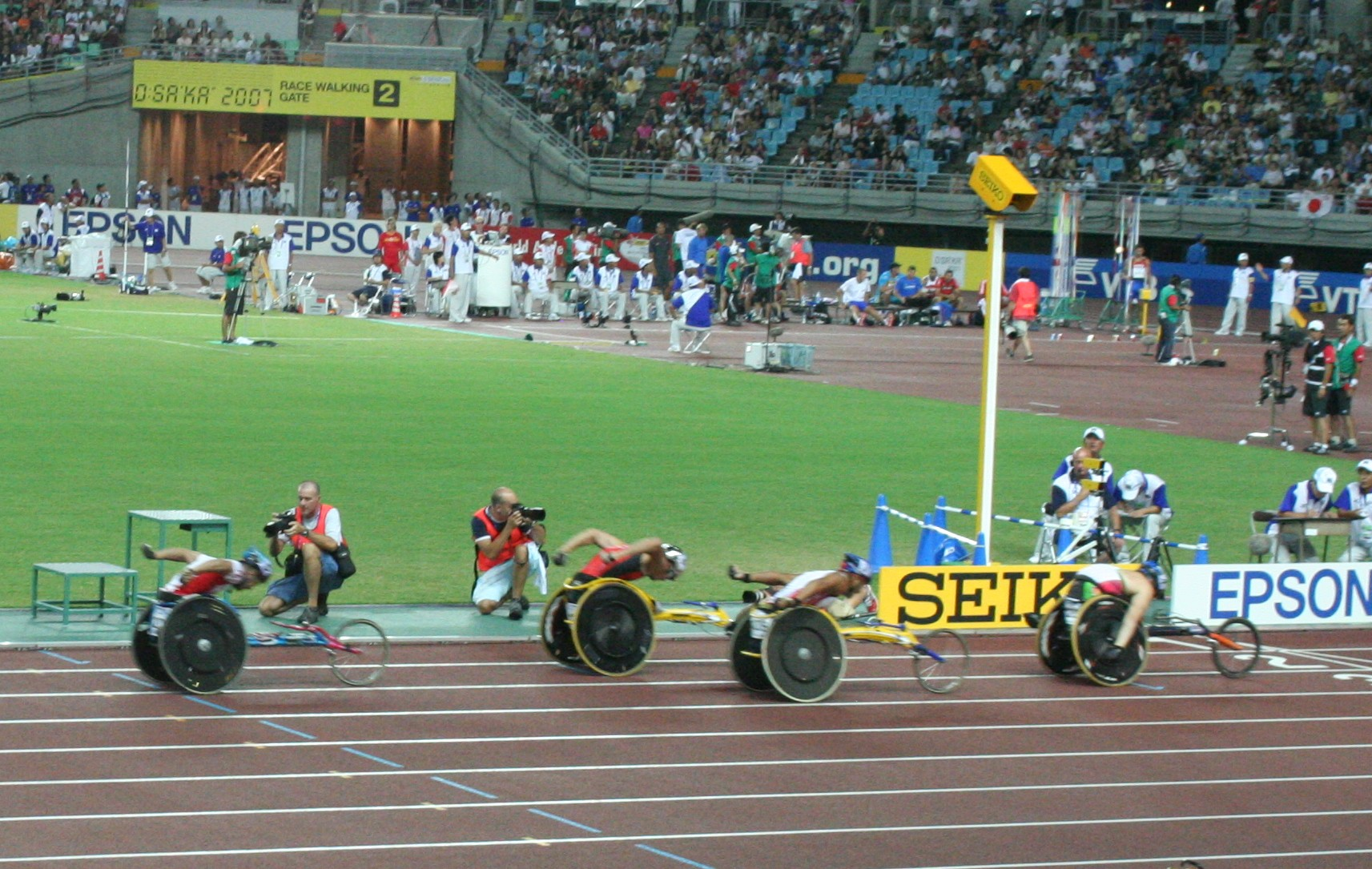
2007 세계 육상 오사카 1500m 경기

휠체어 달리기 또는 휠체어 경주는 장애인 스포츠 중 휠체어를 타고 달리는 것을 말한다.
트랙 및 도로 경주에서 달리는 경주이다. 휠체어 경주는 다리 절단, 척수 손상, 뇌성마비 등 자격을 갖춘 모든 유형의 장애가 있는 선수에게 열려 있다. 선수는 장애 또는 복합 장애의 성격과 심각도에 따라 분류된다. 달리기와 마찬가지로 트랙에서 또는 로드 레이스로 진행될 수 있다. 주요 대회는 1960년부터 휠체어 경주와 육상 경기가 포함된 하계 패럴림픽에서 열린다. 선수들은 30km/h(18.6mph) 이상의 속도에 도달할 수 있는 특수 휠체어를 타고 경쟁한다. 패럴림픽 육상 경기의 가장 두드러진 형태 중 하나이다.